# Plan-les-Ouates
Plan-les-Ouates är en ort och kommun i kantonen Genève, Schweiz. Kommunen har 12 221 invånare (2023).